# Lohana Berkins
Lohana Berkins (Pocitos, 15 de junio de 1965-Buenos Aires, 5 de febrero de 2016) fue una activista travesti argentina.

## Biografía
Berkins nació el 15 de junio de 1965 en Pocitos, Salta, donde vivió hasta los trece años hasta que su padre la echó de su casa. Llegó a Buenos Aires en plena dictadura militar, donde debió ejercer la prostitución y sufrió la persecución de los edictos policiales.
En 1994, Berkins fundó la Asociación de Lucha por la Identidad Travesti y Transexual (ALITT) que presidió hasta su fallecimiento. Ese mismo año, sería también cofundadora de la Asociación de Mujeres Meretrices de Argentina (AMMAR).
Fue impulsora de la Ley N.º 3062 de respeto a la identidad adoptada por travestis y transexuales y aprobada por la Legislatura porteña en 2009.
En el año 1998, fue asesora del legislador de la Ciudad Autónoma de Buenos Aires por el Partido Comunista (liderado por Patricio Echegaray), convirtiéndose así en la primera travesti con un trabajo estatal. Se desempeñó también como asesora de la legisladora porteña Diana Maffía en temáticas tales como Derechos Humanos, Garantías, Mujer, Niñez, Infancia y Adolescencia.
Fue candidata a diputada nacional en el año 2001, aceptada en las listas electorales oficializadas por la Justicia Electoral en oportunidad de la renovación de cargos del Congreso de la Nación Argentina.
En 2002, Berkins protagonizó una reivindicación fundamental de la visibilización de las personas travestis y trans al anotarse en la Escuela Normal N.º 3 para ser maestra. Frente a la imposibilidad de hacerlo con su nombre, radicó una denuncia en la Defensoría del Pueblo de la Ciudad de Buenos Aires, que, en una resolución ejemplar, ordenó a las autoridades de la escuela que respetaran su identidad de género.
En 2008, Berkins lideró la creación de la Cooperativa Textil Nadia Echazú, la primera escuela cooperativa para travestis y trans lleva el nombre de Nadia Echazú en homenaje a la militante de los derechos de las personas travestis y trans. El emprendimiento laboral gestionado y administrado por personas travestis se inauguró a mediados del año 2008, en un lugar cedido por el Instituto Nacional de Asociativismo y Economía Social (INAES).
En 2010, Berkins conformó el Frente Nacional por la Ley de Identidad de Género, una alianza de más de quince organizaciones que impulsó la sanción a nivel nacional de una ley que garantice la adecuación de todos los documentos personales a la identidad de género vivida y al nombre elegido por las personas y el acceso a tratamientos médicos de quienes soliciten intervenciones sobre su cuerpo. El Proyecto de Ley fue finalmente presentado (como un proyecto unificado, consensuado entre las diferentes organizaciones sociales) y aceptado. Se trató del único proyecto que contemplaba el acceso pleno a la atención sanitaria.
La Ley de Identidad de Género fue aprobada por el Congreso argentino el 9 de mayo de 2012 y promulgada por la presidenta Cristina Fernández de Kirchner pocos días después, convirtiéndose en la más avanzada del mundo en esta materia hasta el momento. Se trató de la primera Ley en reconocer la identidad de género de las personas en términos de autopercepción y garantizar el pleno acceso a la salud, despatologizando las identidades trans.
En el año 2013 fue nombrada al frente de la Oficina de Identidad de Género y Orientación Sexual, que funciona bajo la órbita del Observatorio de Género en la Justicia de la Ciudad de Buenos Aires.
Berkins falleció el 5 de febrero de 2016 en Buenos Aires.

## Obras

#### Textos y capítulos en libros
- 2003. «Un itinerario político del travestismo». En Maffía, Diana, comp. Sexualidades migrantes: género y transgénero. Buenos Aires: Feminaria. ISBN 987-9143-05-1.
- 2004. «Eternamente atrapadas por el sexo». En Fernández, Josefina; D'Uva, Mónica; Viturro, Paula, coords. Cuerpos ineludibles: un diálogo a partir de las sexualidades en América Latina. Buenos Aires: Ají de Pollo. ISBN 987-21685-0-4.
- 2008. «Travestis: una identidad política». En Grande, Alfredo, comp. La sexualidad represora. Buenos Aires: Topía. ISBN 9789871185238.
- 2010. «Travestismo, transsexualidad y transgeneridad». En Raíces Montero, Jorge Horacio, coord. Un cuerpo: mil sexos. Intersexualidades. Topía. ISBN 978-987-1185-74-0.
- 2013. «La diferencia desquiciada: género y diversidades sexuales» En Ana María Fernandéz, William Siqueira Peres edit. Buenos Aires: Biblos. ISBN 978-987-691-097-2.

#### Libros y compilaciones
- Diciembre de 2005. Berkins, Lohana; Fernández, Josefina, coords. La gesta del nombre propio: informe sobre la situación de la comunidad travesti en la Argentina. Buenos Aires: Madres de Plaza de Mayo. ISBN 978-1231-11-3.
- 2007. Korol, Claudia; Berkins, Lohana, coords. Diálogo: “prostitución/trabajo sexual: las protagonistas hablan”. Buenos Aires: Feminaria. ISBN 9789872199968.
- 2007. Berkins, Lohana. Cumbia, copeteo y lágrimas. Buenos Aires: A.L.I.T.T. ISBN 978-987-24065-0-9.
- 2008. Berkins, Lohana. Escrituras, polimorfías e identidades. Buenos Aires: Libros del Rojas. ISBN 978-987-1075-79-9.

### Filmografía
2010. Gonzáles Aguilar, Amparo (directora). Furia Travesti: una historia de traVajo (documental).

## Distinciones y reconocimientos
El 20 de julio de 2011, el gobierno de la Provincia de Buenos Aires le otorgó a Berkins la distinción «El árbol de la inclusión» en reconocimiento a su compromiso en la lucha contra la discriminación. El 11 de octubre fue declarada Personalidad Destacada de los Derechos Humanos por la Legislatura porteña.
En 2012 fue nominada a los Premios Democracia otorgados por el Centro Cultural Caras y Caretas, en la categoría de «Derechos humanos». En 2021 la plaza Miserere cuenta con una placa en su nombre que la recuerda.